# Kiehnwerder
Kiehnwerder ist eine Ortschaft im Oderbruch in der Gemeinde Letschin, Landkreis Märkisch-Oderland in Brandenburg.

## Geschichte
Um 1756 entstand der Ort aus einzelstehenden Höfen unter dem Namen Karlswerder. Benannt nach dem brandenburger Markgrafen Karl Friedrich Albrecht von Brandenburg-Schwedt.

### Eingemeindungen
Am 1. Januar 1957 wurde Neu Rosenthal in die damalige Gemeinde eingegliedert.
Am 26. Oktober 2003 wurde Kiehnwerder nach Letschin eingemeindet.

### Einwohnerentwicklung
| Jahr          | 1875 | 1890 | 1910 | 1925 | 1933 | 1946 | 1993 | 2000 | 2006 |
| Einwohnerzahl | 236  | 207  | 169  | 164  | 148  | 156  | 136  | 117  | 112  |